# Bruley
Bruley is een gemeente in het Franse departement Meurthe-et-Moselle (regio Grand Est) en telt 583 inwoners (2005).
De gemeente maakt deel uit van het arrondissement Toul en sinds 22 maart 2015 van het op die dag opgerichte kanton Nord-Toulois. Daarvoor hoorde het bij het kanton Toul-Nord, dat toen opgeheven werd.

## Geografie
De oppervlakte van Bruley bedraagt 6,3 km², de bevolkingsdichtheid is 92,5 inwoners per km².
De onderstaande kaart toont de ligging van Bruley met de belangrijkste infrastructuur en aangrenzende gemeenten.

## Demografie
Onderstaande figuur toont het verloop van het inwonertal (bron: INSEE-tellingen).